# Henry George Farmer
Henry George Farmer (ur. 17 stycznia 1882 w Birr, zm. 30 grudnia 1965 w Law) – brytyjski muzykolog pochodzenia irlandzkiego.

## Życiorys
W dzieciństwie uczył się prywatnie kompozycji oraz gry na skrzypcach i fortepianie. Po wyjeździe do Londynu został członkiem zespołu Royal Artillery Orchestra. Grał na skrzypcach, klarnecie i rogu. Występował publicznie, był też kapelmistrzem Broadway Theatre i nauczycielem muzyki w London County Council Schools. W 1911 roku założył Irish Orchestra. Od 1914 do 1947 roku był dyrygentem Empire Theatre w Glasgow. W latach 1919–1943 prowadził też założoną przez siebie Glasgow Symphony Orchestra. Zajmował się również komponowaniem, pisał muzykę teatralną, utwory kameralne i fortepianowe. Studiował filozofię i literaturę na University of Glasgow, uzyskując z obydwu dziedzin tytuł doktora (1926 – z filozofii, 1941 – z literatury). Doktor honoris causa Uniwersytetu Edynburskiego (1949).
W swojej pracy zajmował się kulturą muzyczną Bliskiego Wschodu oraz muzyką wojskową. Reprezentował Wielką Brytanię na kongresie muzyki arabskiej w Kairze w 1932.

## Wybrane prace
(na podstawie materiałów źródłowych)
- Memoirs of the Royal Artillery Band (1904)
- The Rise and Development of Military Music (1912)
- The Arabian Influence on Musical Theory (1925)
- Byzantine Musical Instruments in the 9th Century (1925)
- The Arabic Musical MSS. in the Bodleian Library (1925)
- A History of Arabian Music to the 13th Century (1929)
- Music in Medieval Scotland (1931)
- Historical Facts for the Arabian Musical Influence (1930)
- The Organ of the Ancients from Eastern Sources, Hebrew, Syriac and Arabic (1931)
- Studies in Oriental Musical Instruments (1931)
- An Old Moorish Lute Tutor (1933)
- Al-Farabi’s Arabic- Latin Writings on Music (1934)
- Turkish Instruments of Music in the 17th Century (1937)
- The Sources of Arabian Music. An Annotated Bibliography (1940)
- Sa’adyah Gaon on the Influence of Music (1943)
- The Minstrelsy of the Arabian Night (1945)
- A History of Music in Scotland (1947)
- Music Making in the Olden Days (1950)
- Oriental Studies, Mainly Musical (1953)
- The History of the Royal Artillery Band (1954)
- British Bands in Battle (1965)